# هراره
هَراره (حراره هم نوشته می‌شود) پایتخت کشور زیمبابوه است. حراره در شمال خاوری زیمبابوه و در سرزمینی به نام Mashonaland واقع شده‌است. جمعیت کلانشهر حراره و حومه نزدیک به ۲٬۸۰۰٬۰۰۰ نفر است. حراره در ارتفاع ۱٬۴۸۳ متری از سطح دریا واقع شده‌است و اقلیم اقیانوسی دارد.
هراره مرکز تجاری، مالی و ارتباطی زیمبابوه است. این شهر یک مرکز تجاری برای توتون، ذرت، پنیه و مرکبات به حساب می‌آید.

## تاریخچه
حراره توسط نظامیان Pioneer Column که در خدمت British South Africa Company بودند بنا شد.

## نگارخانه

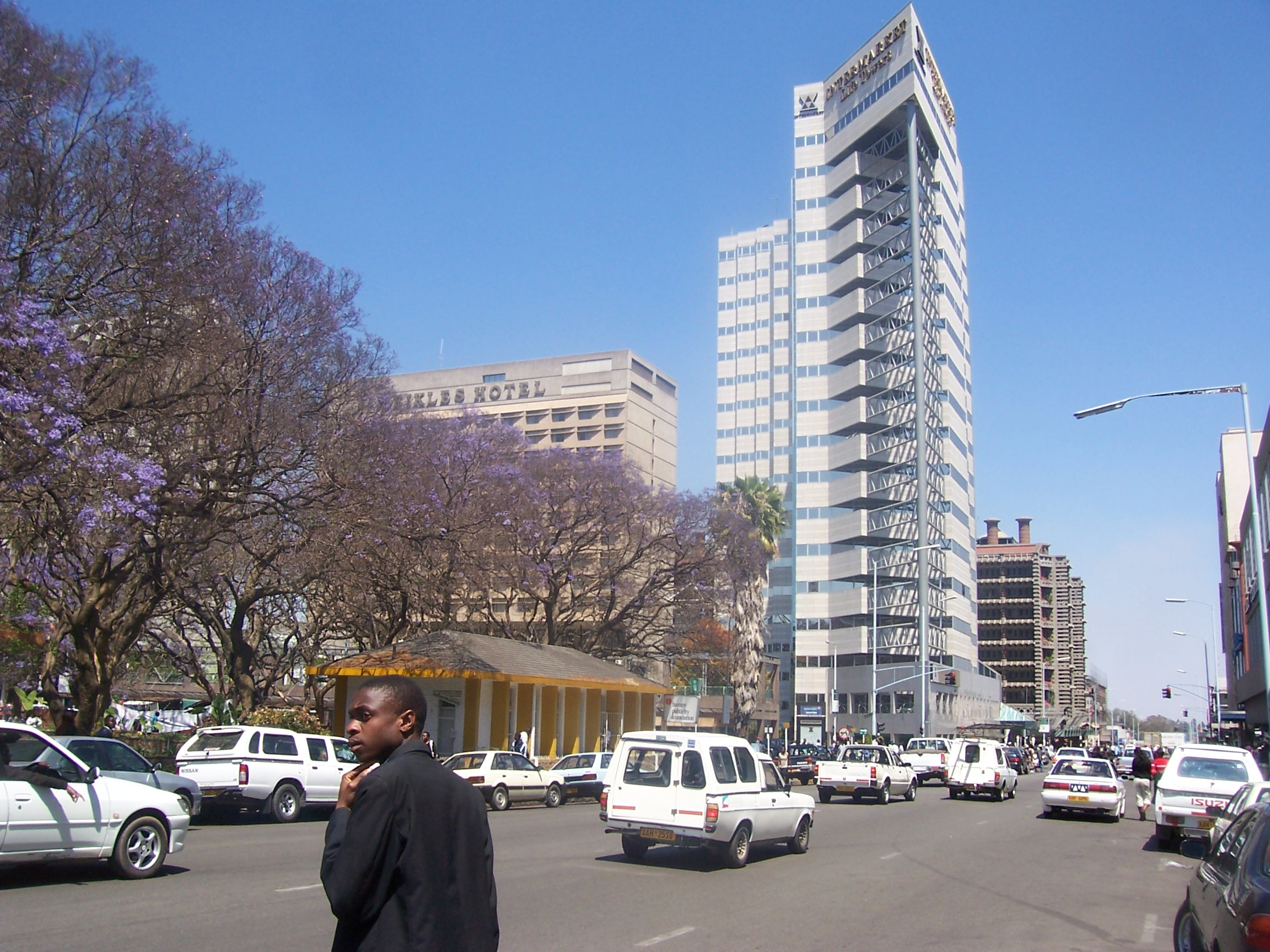
Sam Nujoma Street, view south
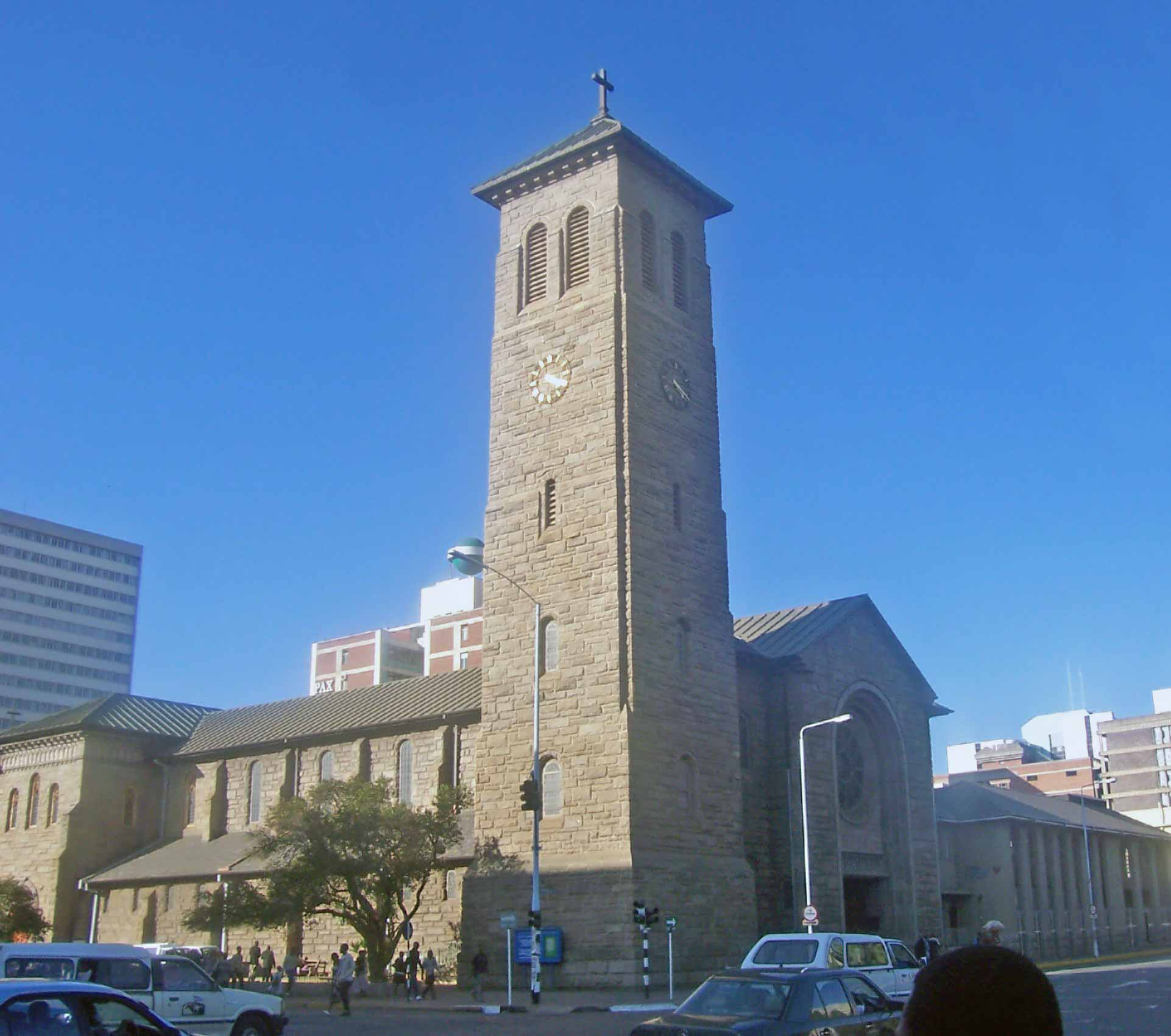
Anglican cathedral
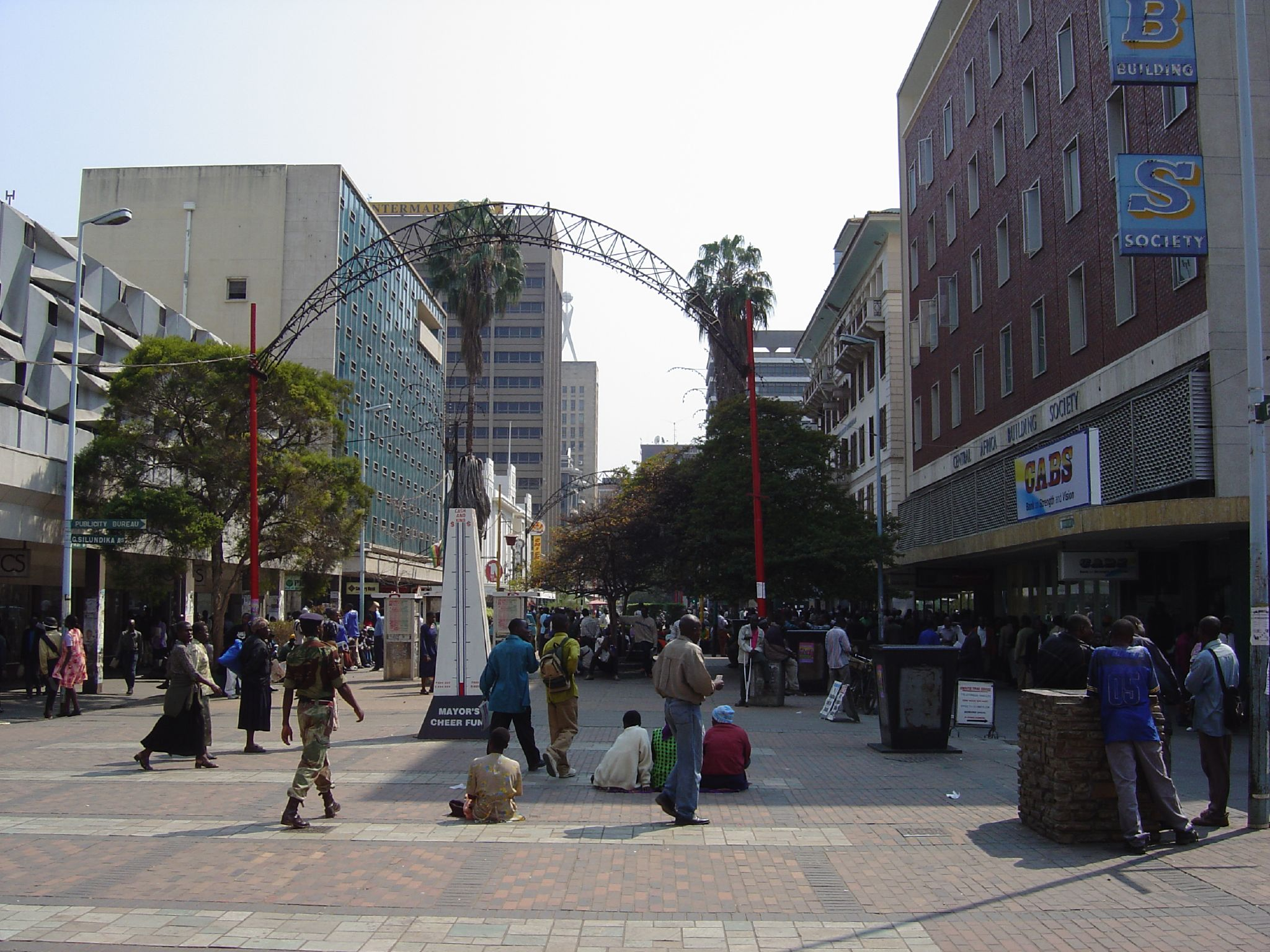
First Street
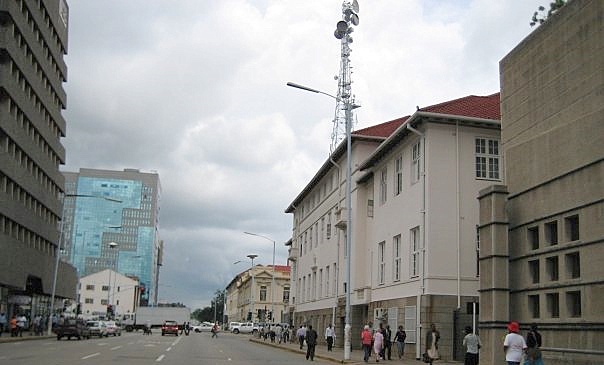
Along parliament buildings
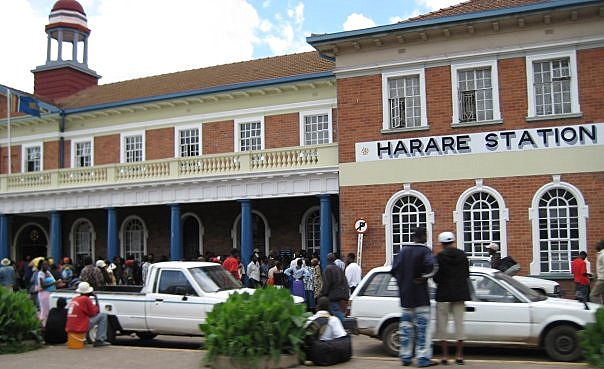
Harare Central Station
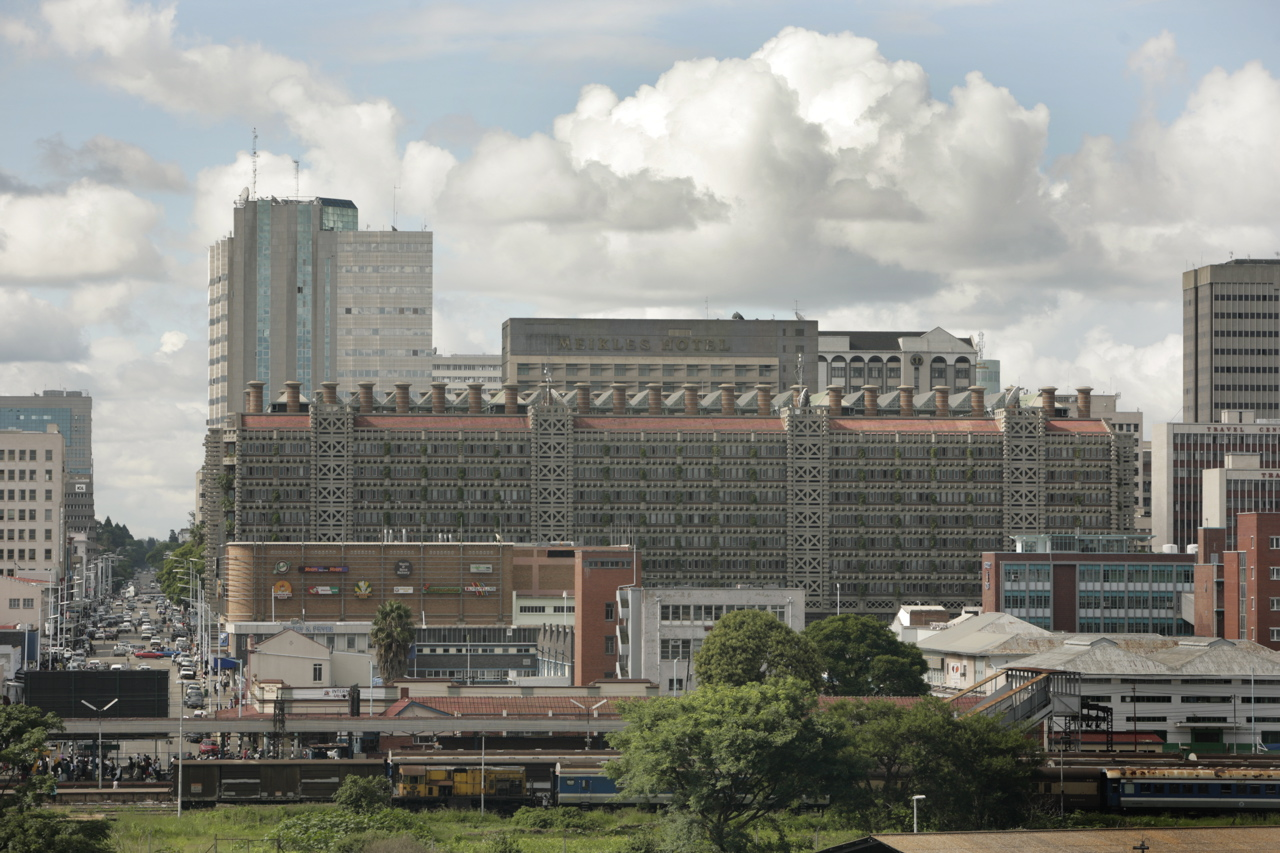
Eastgate centre
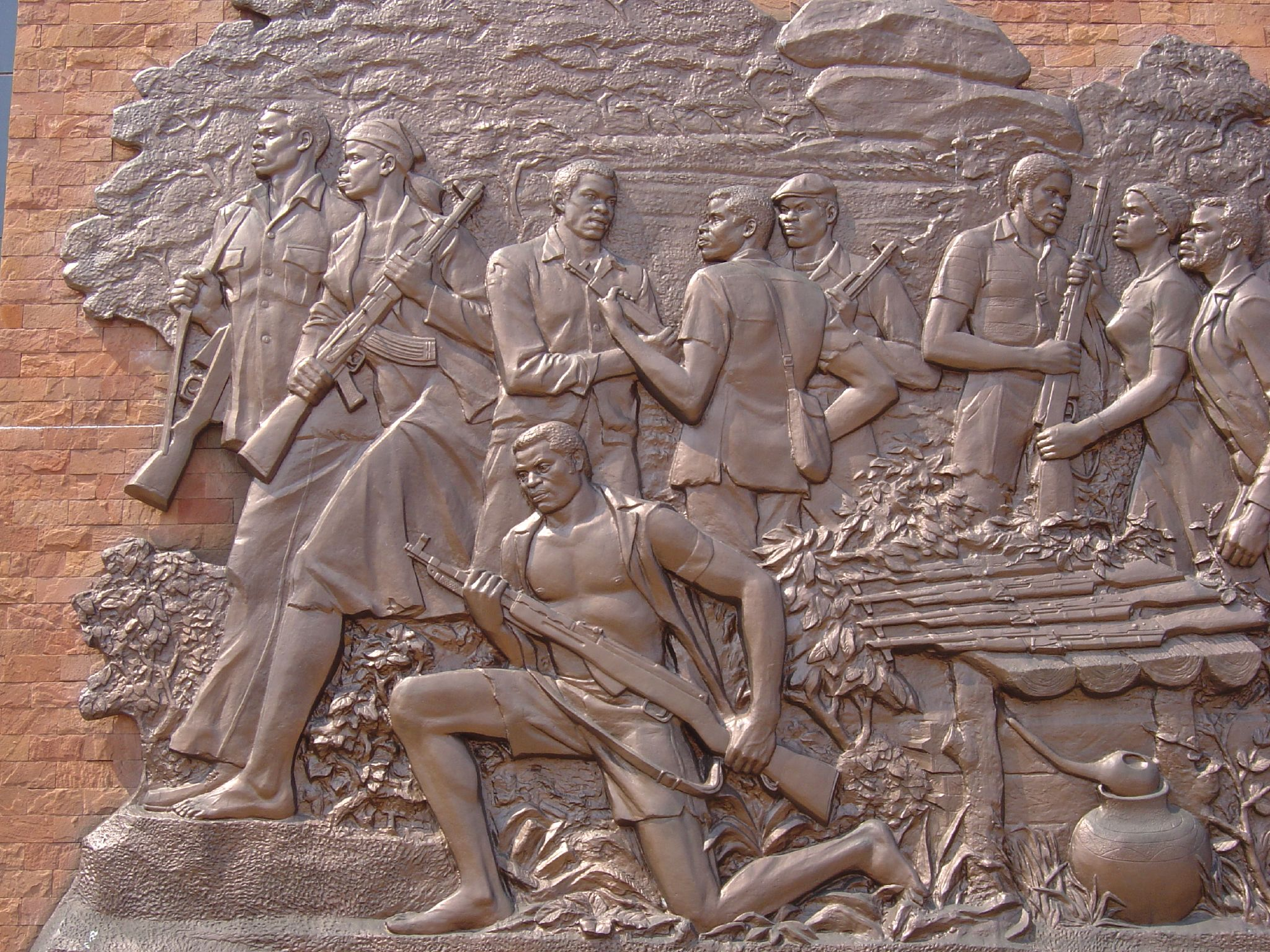
Fresco at National Heroes Acre
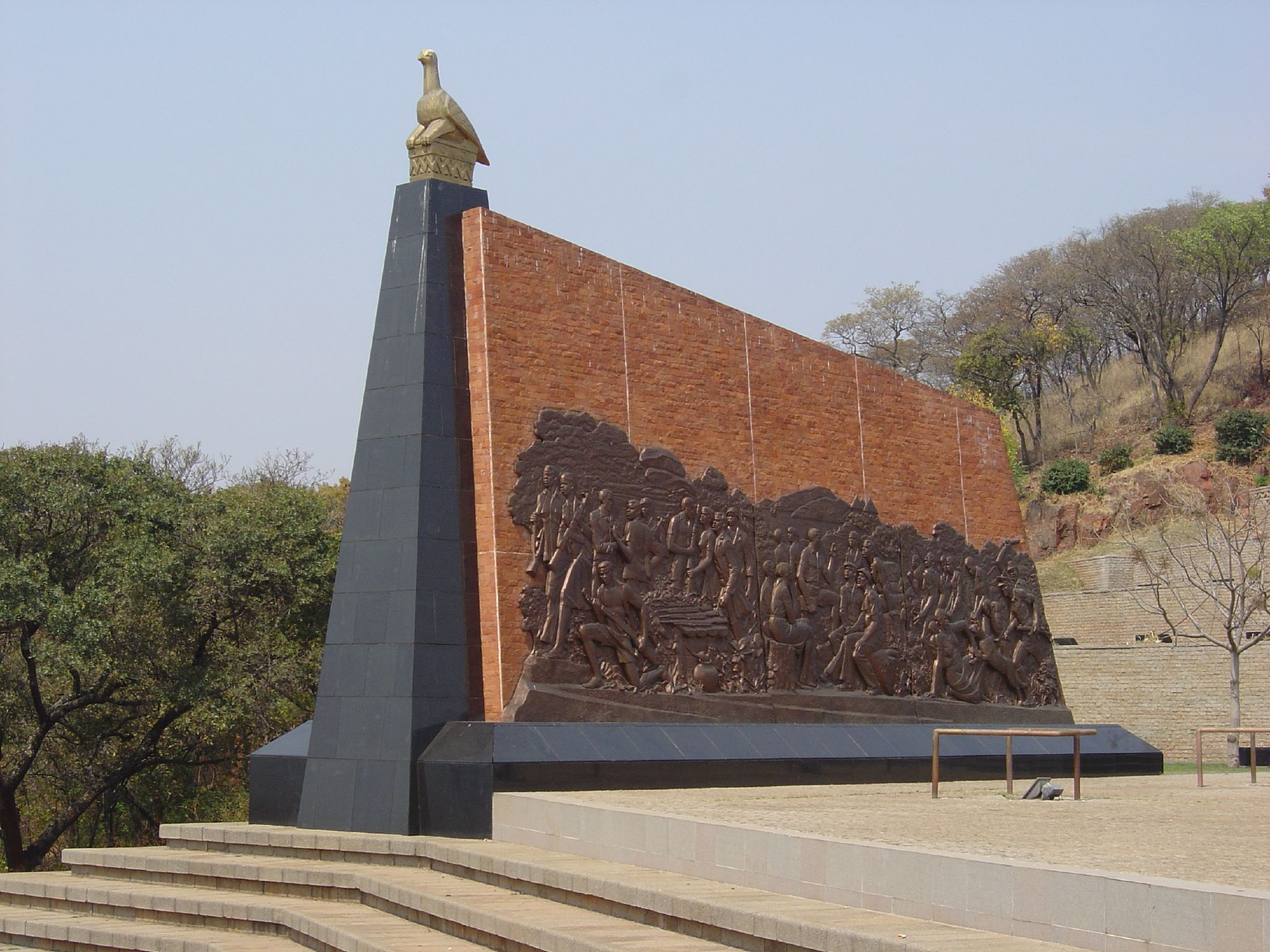
National Heroes Acre